# România la Jocurile Paralimpice de vară din 2012
România a participat la Jocurile Paralimpice de vară din 2012 din Londra, Regatul Unit în perioada 29 august - 9 septembrie 2012, cu o delegație de 5 sportivi care au concurat în cadrul a 4 sporturi.

## Medaliați
| Medalie | Nume               | Sport   | Eveniment                | Dată         |
| ------- | ------------------ | ------- | ------------------------ | ------------ |
| Aur     | Carol-Eduard Novak | Ciclism | urmărire C4 - pe pistă   | 1 septembrie |
| Argint  | Carol-Eduard Novak | Ciclism | contratimp C4 - pe șosea | 5 septembrie |